# Maisons à l'Estaque
Ne doit pas être confondu avec Maisons et arbre.
Maisons à l'Estaque est une huile sur toile réalisée par Georges Braque durant sa période dite de l'Estaque au cours de laquelle il a peint trois versions du même sujet sous le même titre. Cette version (1908) est visible au Musée des beaux-arts de Berne tandis que Maisons et arbre l'est au Musée d'art moderne de Lille, la troisième (1907) appartenant à un collectionneur privé américain. Elle fait partie de la période dite cubiste de l'artiste parce que sa simplification des formes a servi de base au mouvement homonyme.

## Contexte
À partir de 1907, Georges Braque séjourne dans le midi de la France en compagnie de Othon Friesz, et après avoir longuement médité sur l'usage de la ligne et des couleurs de Paul Cézanne, il produit un grand nombre de toiles relatives aux paysages de l'Estaque, presque toutes en plusieurs versions. : Viaduc à l'Estaque (1907), Le Viaduc à L'Estaque (1908), Route de l'Estaque 1908 Terrasse à l'Estaque 1908, La Baie de l'Estaque (1908), Les Toits d'usine à l'Estaque 1908, Chemin à L'Estaque (1908), Paysage à l'Estaque 1908. 
Il serait inutile et fastidieux de citer la liste des publications et des catalogues d'expositions dans lesquelles toutes ces œuvres sont apparues. Pour donner un exemple sur un seul exemplaire donné par Nicole Worms de Romilly sur Maisons à l'Estaque, on compte pas moins de 34 publications où le tableau est reproduit, et 22 expositions au cours desquelles il a été présenté dans le monde de 1908 à 1981.
Le tableau ayant été refusé au Salon d'automne de 1908, Daniel-Henry Kahnweiler, très choqué par cette réaction, propose à Georges Braque de lui ouvrir sa galerie pour faire admirer cette œuvre au public ainsi que l'ensemble des œuvres de Braque récentes. Kahnweiler vient d'ouvrir une petite galerie au n° 28 de la rue Vignon à Paris, il confie la préface du catalogue à Guillaume Apollinaire qui se lance dans une dithyrambe : « Voici Georges Braque. Il mène une vie admirable. Il s'efforce avec passion vers la beauté et il l'atteint, on dirait, sans effort (...) Son esprit a provoqué volontairement le crépuscule de la réalité et voici que s'élabore plastiquement en lui-même et hors de lui-même, une renaissance universelle  ».

## Description
Les formes géométriques prédominent dans chaque élément de la toile : les arbres qui forment des triangles avec les branches croisées, les maisons en succession de prismes. La palette de couleur de Braque dans cette œuvre est essentiellement réduite aux jaune, orangé, vert et brun. L'artiste a encore épuré, simplifié sa peinture selon le style qu'il a déjà expérimenté dans Le Viaduc à L'Estaque (1908), huile sur toile, 72,5 × 59 cm réalisée la même année, conservée au Centre national d'art et de culture Georges-Pompidou, Paris.
Comme tous les paysages de l'Estaque, le motif varie peu et comprend deux ou trois éléments au maximum : des maisons, des arbres, parfois une route. « Il semble que la réduction des motifs suive celle de la gamme chromatique pour donner plus de force à la densité et à la frontalité du tableau ». Selon Bernard Zurcher, ce tableau est « plein à ras bord de plans articulés les uns autres en forme de polyèdre », empilés dans le sens de la hauteur, comme un chaos organisé en équilibre instable.

## Copies et représentations
Une représentation sérigraphiée de la Maison à l'Estaque a été faite en 1945 d'après la toile de 1908 et a été donnée à la Maison de l'UNESCO en 1965.